# Leonid Hurwicz
Leonid (Leo) Hurwicz (Russisch: Леонид Гурвич) (Moskou, 21 augustus 1917 - Minneapolis (Minnesota), 24 juni 2008) was een Amerikaanse econoom en wiskundige.
Hurwicz is de bedenker van incentive compatibility en mechanism design, die laten zien hoe gewenste resultaten worden behaald in de economie, sociale wetenschap en politicologie. Interacties tussen mensen en instituten, markten en handel worden vandaag de dag geanalyseerd aan de hand van de modellen die Hurwicz ontwikkelde Hurwicz was een man van een hoog intellectueel kaliber, maar wordt vaak beschreven als bescheiden en rustig. Hij hield van lesgeven en contact met mensen, en wordt bewonderd vanwege zijn opvatting iedereen als gelijke te beschouwen.
Hurwicz was afkomstig uit een Joodse familie die in Polen woonde, maar die vanwege de Eerste Wereldoorlog tijdelijk haar toevlucht in Rusland had gezocht. Aangemoedigd door zijn vader om rechten te gaan studeren, ontving Hurwicz in 1938 zijn LL.M. diploma van de Universiteit van Warschau, waar hij zijn passie voor economie ontdekte. Hij studeerde daarna verder aan de London School of Economics met onder meer Nicholas Kaldor en Friedrich Hayek. In 1939 verhuisde hij naar Genève waar hij studeerde aan het Graduate Institute of International Studies en de lezing van Ludwig von Mises volgde. Na naar de Verenigde Staten te zijn verhuisd, studeerde hij achtereenvolgens aan Harvard University en de University of Chicago. Hurwicz heeft geen diploma in de economie. In 2007 zei hij dat alle economie die hij kent, geleerd heeft door te luisteren en te leren.
In 2007 ontving hij samen met Eric Maskin en Roger Myerson de Prijs van de Zweedse Rijksbank voor economie. Hij werd daarmee de oudste persoon die een Nobelprijs had gekregen. Leonid Hurwicz overleed een jaar later op negentigjarige leeftijd. In 2018 ging de titel van oudste Nobelprijswinnaar naar Arthur Ashkin toen die de prijs voor Natuurkunde won op 96-jarige leeftijd.
- Bibsys: 90092227
- Bibliothèque nationale de France: cb12280777z (data)
- Catàleg d'autoritats de noms i títols de Catalunya: 981058611093806706
- CiNii: DA00246667
- DBLP: 64/1197
- Gemeinsame Normdatei: 133491641
- International Standard Name Identifier: 0000 0001 1493 0610
- Library of Congress Control Number: n84199768
- Nationale Bibliotheek van Letland: 000344484
- Mathematics Genealogy Project: 89319
- Nationale Bibliotheek van Tsjechië: vse2007423259
- Nationale bibliotheek van Australië: 35660298
- Nationale Bibliotheek van Israël: 987007438438605171
- Nationale Bibliotheek van Polen: a0000002936102
- Nederlandse Thesaurus van Auteursnamen: 067915116
- Réseau des bibliothèques de Suisse occidentale: 02-A003391742
- SNAC: w6fk88qg
- Système universitaire de documentation: 031629016
- Virtual International Authority File: 68990779
- WorldCat: E39PBJjXdw9tPvrDjkJ6tdkxDq

1969: Frisch, Tinbergen ·
1970 : Samuelson ·
1971: Kuznets ·
1972: Hicks, Arrow ·
1973: Leontief ·
1974: Myrdal, Hayek ·
1975: Kantorovitsj, Koopmans ·
1976: Friedman ·
1977: Ohlin, Meade ·
1978: Simon ·
1979: Schultz, Lewis ·
1980: Klein ·
1981: Tobin ·
1982: Stigler ·
1983: Debreu ·
1984: Stone ·
1985: Modigliani ·
1986: Buchanan ·
1987: Solow ·
1988: Allais ·
1989: Haavelmo ·
1990: Markowitz, Miller, Sharpe ·
1991: Coase ·
1992: Becker ·
1993: Fogel, North ·
1994: Harsanyi, Nash, Selten ·
1995: Lucas ·
1996: Mirrlees, Vickrey ·
1997: Merton, Scholes ·
1998: Sen ·
1999: Mundell ·
2000: Heckman, McFadden ·
2001: Akerlof, Spence, Stiglitz ·
2002: Kahneman, Smith ·
2003: Engle, Granger ·
2004: Kydland, Prescott ·
2005: Aumann, Schelling ·
2006: Phelps ·
2007: Hurwicz, Maskin, Myerson ·
2008: Krugman ·
2009: Ostrom, Williamson ·
2010: Diamond, Mortensen, Pissarides ·
2011: Sims, Sargent ·
2012: Roth, Shapley  ·
2013: Fama, Hansen, Shiller  ·
2014: Tirole  ·
2015: Deaton  ·
2016: Hart, Holmström ·
2017: Thaler ·
2018: Nordhaus, Romer ·
2019: Banerjee, Duflo, Kremer ·
2020: Milgrom, Wilson ·
2021: Imbens, Angrist, Card ·
2022: Bernanke, Diamond, Dybvig ·
2023: Goldin ·
2024: Acemoglu, Johnson, Robinson